# Meirambek Ainagulov
Meirambek Myrzagaliuly Ainagulov (in kazako Мейрамбек Мырзағалиұлы Айнағұлов?; Shalkar, 17 febbraio 1994) è un lottatore kazako, specializzato nella lotta greco-romana.

## Biografia
Ai mondiali di Parigi 2017 ha vinto l'argento nei 59 kg, rimanendo sconfitto in finale contro il giapponese Ken'ichirō Fumita.
Ai mondiali di Nur-Sultan 2019 è stato estromesso in semifinale dal russo Sergej Emelin; ha poi vinto la finalina per il bronzo contro l'ucraino Lenur Temirov.
Ha rappresentato il Kazakistan ai Giochi olimpici estivi di Tokyo 2020, differiti al 2021 a causa della pandemia di COVID-19, dove è rimasto sconfitto per superiorità tecnica agli ottavi del torneo dei 60 kg.

## Palmarès
- Mondiali

Parigi 2017: argento nei 59 kg.
Nur-Sultan 2019: bronzo nei 60 kg.
- Giochi asiatici

Giacarta 2018: bronzo nei 60 kg.
- Campionati asiatici

Bangkok 2016: bronzo nei 59 kg.
Nuova Delhi 2017: argento nei 59 kg.
Bişkek 2018: bronzo nei 63 kg.
Ulan Bator 2022: argento nei 63 kg.
- Giochi mondiali militari

Mungyeong 2015: oro nei 59 kg.
- Campionati mondiali militari

Skopje 2016: bronzo nei 59 kg.
Mosca 2018: bronzo nei 63 kg.